# Золтан Егреши
Золтан Егреши (на унгарски: Egressy Zoltán) е унгарски писател, драматург и поет, носител на наградата „Атила Йожеф“.

## Биография
Золтан Егреши е роден на 2 август 1967 г. в Будапеща. Завършва гимназията „Йожеф Йотвьош“ в Будапеща, от 1986 г. е студент по унгарска филология и история в университета „Лоранд Йотвьош“, където се дипломира през 1990 г. През 1998 г. будапещенският театър „Йожеф Катона“ поставя пиесата му „Португалец“, която остава на сцена повече от двайсет години и се превръща в едно от най-играните и най-успешните представления на театъра. Две години след премиерата пиесата е екранизирана с участието на повечето от създателите на театралната премиерна постановка. През 2014 г. продукцията на театъра „Йожеф Катона“ е пусната и на DVD.
Много от неговите пиеси са поставяни и в чужбина, например в Англия, Германия, Полша, Словакия, Чехия, Австрия, Хърватска, Румъния и др. Постановката „Португалец“ е играна в Националния театър в Лондон под заглавието „Мечта за Португалия“, а „Спанак с картофи“ – отново в Лондон, в „Ню Енд Театър“. Общият брой на театралните постановки по негови пиеси, в Унгария и чужбина, е над 100.

## Пиеси
Сред пиесите му се отличават: „Ревицки“, „Португалец“, „Делото Антал Немет“, „Три ковчега“, „Синьо, синьо, синьо“, „Изгубен рай“, „Рожденият ден на Чимпи“ и др.
В България пиесата „Спанак с картофи“ е поставена на Голяма сцена в Сатиричен театър „Алеко Константинов“ през 2014 г., с участието на Владимир Карамазов, Захари Бахаров, Юлиан Вергов.